# BB&T Atlanta Open 2014
Il BB&T Atlanta Open 2014 è stato un torneo di tennis giocato sul cemento. È stata la 27ª edizione dell'evento, che fa parte della categoria ATP World Tour 250 series nell'ambito dell'ATP World Tour 2014. Si è giocato all'Atlantic Station di Atlanta negli USA dal 19 al 27 luglio 2014.

## Partecipanti

### Teste di serie
| Giocatore     | Nazionalità       | Ranking* | Testa di serie |
| ------------- | ----------------- | -------- | -------------- |
| Stati Uniti   | John Isner        | 12       | 1              |
| Sudafrica     | Kevin Anderson    | 17       | 2              |
| Francia       | Gaël Monfils      | 23       | 3              |
| Canada        | Vasek Pospisil    | 34       | 4              |
| Rep. Ceca     | Radek Štěpánek    | 39       | 5              |
| Uzbekistan    | Denis Istomin     | 40       | 6              |
| Taipei cinese | Lu Yen-hsun       | 47       | 7              |
| Australia     | Marinko Matosevic | 52       | 8              |
| Stati Uniti   | Sam Querrey       | 62       | 9              |

* Ranking al 14 luglio 2014.

### Altri partecipanti
I seguenti giocatori hanno ricevuto una wild card:
- Robby Ginepri
- Ryan Harrison
- Austin Smith

I seguenti giocatori sono passati dalle qualificazioni:

- Steven Diez
- Illja Marčenko
- John-Patrick Smith
- Michael Venus

I seguenti giocatori sono entrati come Lucky loser:
- Thiemo de Bakker
- Alex Kuznetsov
- Rajeev Ram

## Campioni

### Singolare
John Isner ha sconfitto in finale  Dudi Sela per 6-3, 6-4.
- È il nono titolo in carriera per Isner, il secondo dell'anno e il secondo consecutivo ad Atlanta.

### Doppio
Vasek Pospisil /  Jack Sock hanno sconfitto in finale  Steve Johnson /  Sam Querrey per 6-3, 5-7, [10-5].